# ماساهيرو سوجاتا
ماساهيرو سوجاتا (باليابانية: 菅田 真啓) (مواليد 28 يونيو 1997) هو لاعب كرة قدم ياباني.

## وصلات خارجية
- ماساهيرو سوجاتا على موقع رابطة كرة القدم اليابانية للمحترفين (اليابانية)
- ماساهيرو سوجاتا على موقع قاعدة بيانات كرة القدم.إي يو (الإنجليزية)
- ماساهيرو سوجاتا على موقع Soccerway.com (الإنجليزية)
- ماساهيرو سوجاتا على موقع عالم كرة القدم.نت (الإنجليزية)